# Токои, Кэнъити
Кэнъити Токои (яп. 床井 健一 Токои Кэнъити, родился 13 июля 1969, префектура Тотиги, Япония) — японский композитор. Наиболее известен как автор музыки для многих игр серии Sonic the Hedgehog.

## Биография
Кэнъити Токои родился 13 июля 1969 года в префектуре Тотиги.
С детства увлекался музыкой, особенно игрой на фортепиано. Интересовался также духовыми инструментами. В университете был одним из участников группы Какэмоти (англ. Kakemochi), где играл на синтезаторе и бас-гитаре.
Благодаря увлечению компьютерными играми, в 1996 году Кэнъити Токой был принят на работу в Sega, где первой его работой стало создание музыки для игры Daytona USA: Championship Circuit Edition. Внёс существенный вклад в создание музыки для игры Sonic Adventure, благодаря которой у Токои утвердился джазовый стиль. Вместе с Дзюном Сэноуэ написал главную тему игры «Open Your Heart» и тему ехидны Наклза для «Unknown from M.E.».
Под псевдонимом Dr. Pris создал несколько песен для серии игр Space Channel 5. Принимал участие в создание песен к таким играм, как Phantasy Star Online Episode III: C.A.R.D. Revolution, Sonic Advance 3, Phantasy Star Universe, Sonic Unleashed и Yakuza 4, а также к серии Sonic Riders.
В 2007 году становится звукорежиссёром игры Sonic and the Secret Rings, а в 2010 был главным композитором Sonic Colors. Некоторые работы Кэнъити Токои звучат в качестве ремиксов в юбилейной игре про ежа Соника Sonic Generations.

## Игрография
| Год       | Название                                              | Роль                           | Примечание                              |
| --------- | ----------------------------------------------------- | ------------------------------ | --------------------------------------- |
| 1996      | Daytona USA: Championship Circuit Edition             | Композитор и ремиксы песен     |                                         |
| 1997      | Sonic Jam                                             | Композитор и аранжировка       |                                         |
| 1997      | Daytona USA Deluxe                                    | Композитор и ремиксы песен     |                                         |
| 1998/2003 | Sonic Adventure (DX: Director’s Cut)                  | Композитор, гитарист и басист  |                                         |
| 1999/2000 | Space Channel 5                                       | Композитор                     | В титрах указан как Dr. Pris            |
| 2001/2002 | Sonic Adventure 2 (Battle)                            | Композитор, слова к музыке     |                                         |
| 2002      | Space Channel 5: Part 2                               | Композитор                     | В титрах указан как Dr. Pris            |
| 2003      | Space Channel 5: Special Edition                      | Композитор                     | В титрах указан как Dr. Pris            |
| 2003      | Sonic Battle                                          | Композитор                     |                                         |
| 2003      | Phantasy Star Online Episode III: C.A.R.D. Revolution | Композитор                     |                                         |
| 2004      | Feel the Magic: XY/XX                                 | Особая благодарность, вокалист |                                         |
| 2004      | Astro Boy                                             | Композитор                     |                                         |
| 2004      | Sonic Advance 3                                       | Композитор                     |                                         |
| 2006      | Sonic Riders                                          | Композитор                     |                                         |
| 2006      | Phantasy Star Universe                                | Композитор                     |                                         |
| 2007      | Sonic and the Secret Rings                            | Звукорежиссёр, композитор      |                                         |
| 2007      | Phantasy Star Universe: Ambition of the Illuminus     | Композитор, звуковые эффекты   |                                         |
| 2007      | Nights: Journey of Dreams                             | Композитор                     |                                         |
| 2007      | Mario & Sonic at the Olympic Games                    | Особая благодарность по музыке |                                         |
| 2008      | Super Smash Bros. Brawl                               | Супервайзер                    |                                         |
| 2008      | Sonic Riders: Zero Gravity                            | Композитор                     |                                         |
| 2008      | Sonic Unleashed                                       | Композитор                     |                                         |
| 2009      | Mario & Sonic at the Olympic Winter Games             | Бас, звукорежиссёр             | Версия на Wii                           |
| 2009      | Mario & Sonic at the Olympic Winter Games             | Композитор                     | Версия на Nintendo DS                   |
| 2009      | Phantasy Star Portable 2                              | Композитор                     |                                         |
| 2010      | Sonic & Sega All-Stars Racing                         | Композитор (CS1 Team)          |                                         |
| 2010      | Yakuza 4                                              | Композитор                     |                                         |
| 2010      | Sonic Colors                                          | Композитор, звукорежиссёр      | Версия для Wii                          |
| 2010      | Sonic Colors                                          | Композитор                     | Версия для Nintendo DS                  |
| 2011      | Sonic Generations                                     | Ремиксы песен и композитор     | Версия для Xbox 360, PlayStation 3 и PC |
| 2011      | Mario & Sonic at the London 2012 Olympic Games        | Музыкальный продюсер           | Версия для Wii                          |
| 2012      | Rhythm Thief & the Emperor's Treasure                 | Особая благодарность           |                                         |
| 2012      | Mario & Sonic at the London 2012 Olympic Games        | Композитор                     | Версия для Nintendo 3DS                 |
| 2012/2013 | Phantasy Star Online 2                                | Композитор                     |                                         |
| 2013      | Mario & Sonic at the Sochi 2014 Olympic Winter Games  | Музыкальный продюсер           |                                         |
| 2014      | Dengeki Bunko Fighting Climax                         | Композитор                     |                                         |
| 2014      | Super Smash Bros. for Nintendo 3DS                    | Супервайзер                    |                                         |
| 2014      | Super Smash Bros. for Wii U                           | Супервайзер                    |                                         |